# Patricio Pérez
Patricio Pérez, né le 27 juin 1985 à Buenos Aires, est un footballeur argentin. Il évolue au poste de milieu.